# آق بلاغ (مقاطعة ديواندرة)
آق بلاغ (بالفارسية: آق بلاغ) هي قرية تقع في قسم سارال الريفي (مقاطعة ديواندرة) في إيران. يقدر عدد سكانها بـ 62 نسمة.